# Salvagnini
La Salvagnini è un'azienda meccanica fondata a Milano nel 1963 da Guido Salvagnini per la produzione di centraline oleodinamiche. Opera nel campo delle macchine utensili a deformazione e delle macchine a taglio laser. Si occupa anche di controllo numerico e software per macchine utensili.

## Storia
Nel 1968 Salvagnini si avvia nel settore dell'automazione della lavorazione della lamiera.
Nel 1975 si trasferisce nell'attuale sede. Dopo due anni nasce la prima pannellatrice, controllata da computer, in grado di piegare una lamiera in modo automatico e flessibile. Alla fiera EMO di Hannover, nel 1979, Salvagnini presenta una linea di produzione integrata, formata da una punzonatrice/cesoia e da una pannellatrice, anticipando il concetto di Flexible Manufacturing System (FMS).
Negli anni ottanta, Salvagnini inizia ad espandersi nei mercati stranieri stabilendo filiali estere. È infatti del 1985 la vendita, negli Stati Uniti di un sistema automatico che consente di produrre senza interruzioni in una fabbrica non presidiata.
Nel 1993 vengono fondate Salvagnini Italia Spa e Salvagnini Maschinenbau GMBH e nel 1994 Salvagnini Korea e Salvagnini Japan. Nel 2000 Salvagnini Maschinenbau si sposta da Linz ad Ennsdorf. Nel 2005, Salvagnini Japan si sposta a Izumi. Nello stesso anno Salvagnini Deutschland trasferisce la sua sede nella nuova filiale di Hüttenberg. Nel 2013 viene aperta una filiale in Canada e una filiale in UAE a Dubai.
Il 2016 vede l’apertura di tre nuove filiali, Salvagnini (Thailand) Co., Ltd a Bangkok (Tailandia), Salvagnini Polska Sp. z o.o. a Łódz (Polonia) e Salvagnini Robotica S.r.l. a Brendola in provincia di Vicenza;  quest’ultima dedicata a sviluppo e produzione di presse piegatrici.
I sistemi e macchine per la lavorazione flessibile e automatizzata della lamiera sono ad oggi distribuiti in 75 paesi del mondo, coprendo 159 settori di applicazione diversi.